# Bắc Cape
Bắc Cape (tiếng Anh: Northern Cape; Afrikaans: Noord-Kaap) là tỉnh rộng và thưa dân nhất của Nam Phi. Tỉnh được thành lập năm 1994 khi tỉnh Cape được chia tách. Tỉnh lị là Kimberley. Tỉnh có Vườn xuyên quốc gia Kgalagadi, cùng với Botswana (giáp quận Kgalagadi). Tỉnh cũng có Thác Augrabies và các khu mỏ kim cương tại Kimberley và Alexander Bay. Khu vực Namaqualand ở phía tây nổi tiếng với loài hoa cúc Namaqualand. Các đo thị phía nam như De Aar và Colesberg, thuộc Đại Karoo, là nút giao thông chính giữa Johannesburg, Cape Town và Port Elizabeth. Sông Da Cam chảy qua tỉnh, tạo thành ranh giới với tỉnh Free State ở phía đông nam và với các vùng Hardap và IlKadas của Namibia ở phái tây bắc. Sông cũng là nguồn cung cấp nước tưới cho những vườn nho trên khu vực khô hạn Upington.
Người dân bản địa chủ yếu nói tiếng Afrikaans và tỉ lệ người sử dụng ngôn ngữ này tại tỉnh Bắc Cape cao hơn bất kỳ tỉnh nào khác trong cả nước. Bốn ngôn ngữ chính thức của tỉnh Bắc Cape là Afrikaans, Tswana, Xhosa, và tiếng Anh Nam Phi. Một số người cũng sử dụng các ngôn ngữ chính thức khác của Nam Phi, và một số ít nói các ngôn ngữ Khoisan như Nama và Khwe.
Khẩu hiệu của tỉnh, Sa ||a !aĩsi 'uĩsi ("Chúng ta tiến đến một cuộc sống tốt đẹp hơn"), là bằng tiếng Nǀu của người Nǁnǂe (ǂKhomani). Khẩu hiệu được đặt vào năm 1997 bởi người cuối cùng sử dụng ngôn ngữ này, Elsie Vaalbooi tại Rietfontein. Đây là khẩu hiệu đầu tiên của Nam Phi được đặt bằng ngôn ngữ Khoisan. Sau đó, khẩu hiệu quốc gia của Nam Phi là, !Ke e /xarra //ke, đã được đặt theo một ngôn ngữ đã tuyệt chủng tại Bắc Cape là tiếng ǀXam.